# Forna dominikanklostret och sankt Markus kyrka
Forna dominikanklostret och sankt Markus kyrka (kroatiska: Bivši dominikanski samostan i crkva svetog Marka) är ett tidigare romersk-katolskt dominikankloster och klosterkyrka i staden Hvar på ön Hvar i Kroatien. Den tidigare klosterkyrkans kulturminnesmärkta klocktorn utgör en del av Hvars stadssiluett och idag rymmer den forna delvis ruinerade klosterbyggnaden Dr. Grga Novaks arkeologiska samling och lapidarium. Det tidigare klostret och klosterkyrkan är belägen strax väster om Hvars historiska stadskärna. 

## Historik
Dominikanklostret och klosterkyrkan uppfördes ursprungligen på 1200–1300-talet och omnämns för första gången år 1312. Ruinerna efter det forna klostret och klosterkyrkan härrör dock från 1500–1600-talet. 
Ur kulturhistorisk synpunkt har klosterkomplexet spelat en viktig roll i Hvars historia. I Sankt Markus kyrka sammanträdde nämligen det lokala Adelsrådet i det av Republiken Venedig då styrda Hvar. År 1525 höll dominikanmunken Vinko Pribojević ett viktigt tal i kyrkan om "slavernas ursprung och ärbarhet".
År 1807, under den kortvariga franska administrationen som varade åren 1806–1813, stängdes klostret. Med syfte att ge plats åt en tilltänkt men aldrig förverkligad ny stadskyrkogård revs en del av byggnadskomplexet. Under den österrikiska administrationen i slutet av 1800-talet restaurerades klocktornet av A. Hauser.

## Arkitektur
Efter dominikanklostret i Zadar var dominikanklostret i Hvar det största i det av Republiken Venedig då kontrollerade Dalmatien. Den ursprungliga klosterkyrkan var treskeppig och på 1800-talet skapades ett kapell av dess forna apsid. Av den ursprungliga kyrkans struktur finns endast den nedre delen utan tak och bågar bevarad liksom en del av klostergården och det forna klostrets kök och trappgång till havet.